# Ciążeń
Ciążeń – wieś w Polsce położona w województwie wielkopolskim, w powiecie słupeckim, w gminie Lądek.
Ciążeń uzyskał lokację miejską w 1260, zdegradowany po 1309, ponowne nadanie praw miejskich w 1504, utrata po 1718. Do 1954 siedziba gminy Ciążeń.
W latach 1954–1972 wieś należała i była siedzibą władz gromady Ciążeń. W latach 1975–1998 miejscowość administracyjnie należała do województwa konińskiego.
We wsi znajduje się przeprawa promowa przez Wartę, Szkoła Podstawowa im. Krzysztofa Kamila Baczyńskiego oraz jednostka Ochotniczej Straży Pożarnej. 

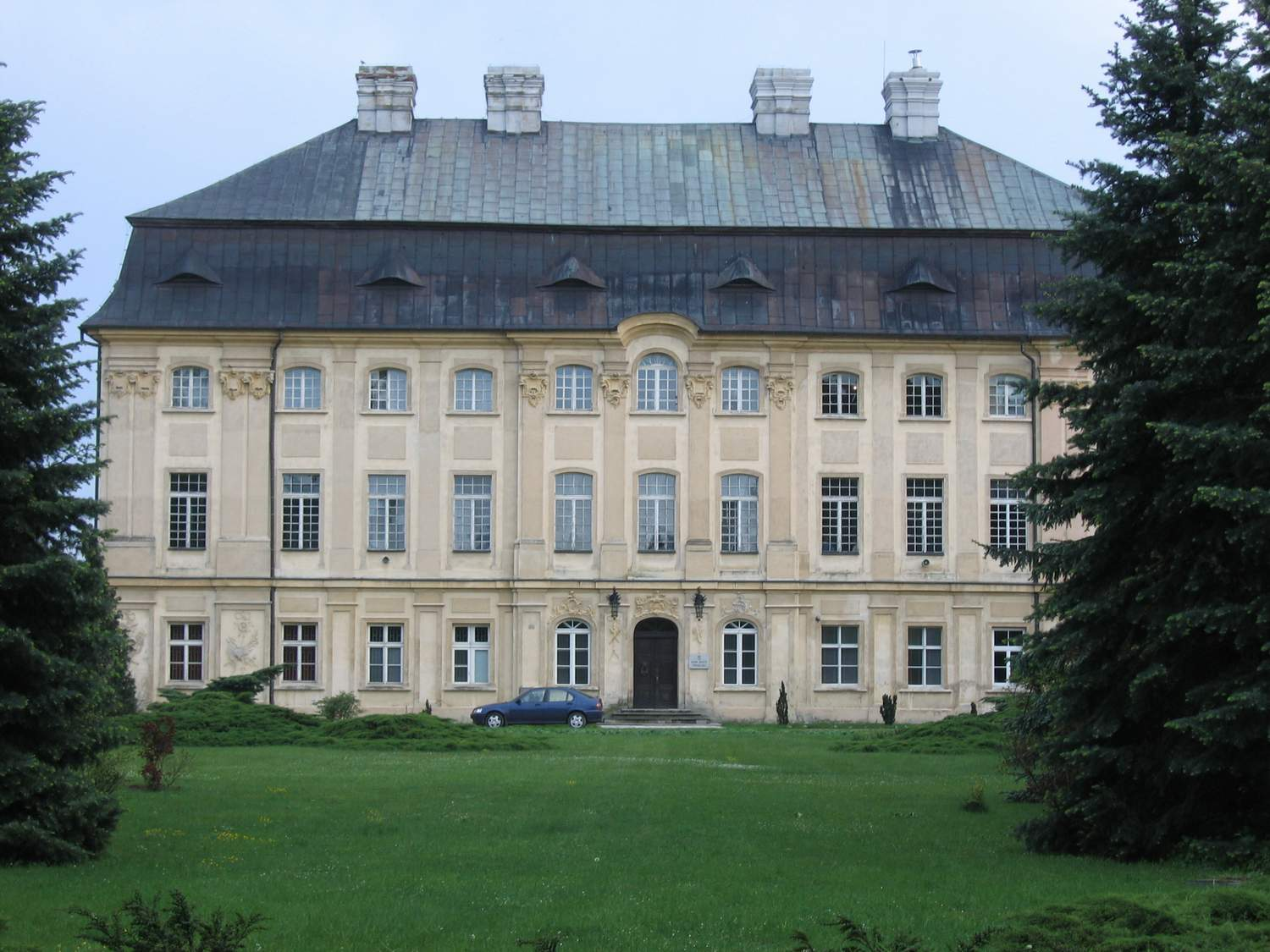
Pałac biskupi w Ciążeniu

## Historia
Pierwsza wzmianka o Ciążeniu jako siedzibie kasztelanii pochodzi z 1251. Krótko potem (1260) wieś zostaje nadana przez księcia Przemysła I w posiadanie biskupstwu poznańskiemu. W kolejnych latach biskupi uzyskiwali szereg przywilejów, m.in. na urządzanie jarmarków, założenie targu i prowadzenie karczmy. Miejscowość w zlatynizowanej formie Censzim wymieniona jest w łacińskim dokumencie z 1282. W XIV wieku mieścił się we wsi biskupi zamek obronny. W 1331 roku wieś została spalona przez Krzyżaków. 
Ukoronowaniem dobrej passy jest otrzymany w 1504 przywilej na założenie miasta, lecz do lokacji najprawdopodobniej nie dochodzi, ze względu na konkurencję niedalekich Pyzdr. W latach 1508–1510 na dworze biskupim w Ciążeniu przebywał biskup i poeta Andrzej Krzycki. Wieś Ciążym, pod koniec XVI wieku leżała w powiecie pyzdrskim województwa kaliskiego. 1 grudnia 1574 zmarł tutaj biskup poznański Adam Konarski. W 1818 wieś skonfiskowana przez władze carskie i przekazana hrabiemu Wacławowi Gutakowskiemu. Majątek nie przynosił szczęścia swoim właścicielom – zbankrutował zarówno Gutakowski, jak i jego następca – Mieczysław Wyssogota-Zakrzewski, po czym, w 1924, majątek w Ciążeniu przeszedł na własność Skarbu Państwa. W 1935 r. majątek został zakupiony przez Wandę Gerlicz na licytacji.
Podczas II wojny światowej we wsi znajdował się obóz pracy przymusowej dla Żydów.
We wsi znajdują się dwa zabytkowe zespoły budynków: późnobarokowy pałac biskupi wraz z pawilonem, galerią (z lat 1760-68) i parkiem, oraz kościół pod wezwaniem św. Jana Chrzciciela z 1535, pierwotnie gotycki, później (1760) przebudowany w stylu barokowym, wraz z dzwonnicą (połowy XIX wieku) i plebanią (z 2 połowy XVIII wieku).
Obecnie w pałacu ciążeńskim mieszczą się unikatowe zbiory masońskie Biblioteki Uniwersytetu im. Adama Mickiewicza. W kościele znajduje się późnorenesansowy tron biskupi oraz obraz Adoracja Matki Boskiej Szkaplerznej z połowy XVII wieku, przedstawiający prawdopodobnie króla Jana Kazimierza.
W okresie PRL-u we wsi powstał zakład rolny przedsiębiorstwa PGR w Strzałkowie. W 1974 zbudowano amfiteatr na ponad 400 miejsc. 